# Lista de canções gravadas por Isadora Pompeo

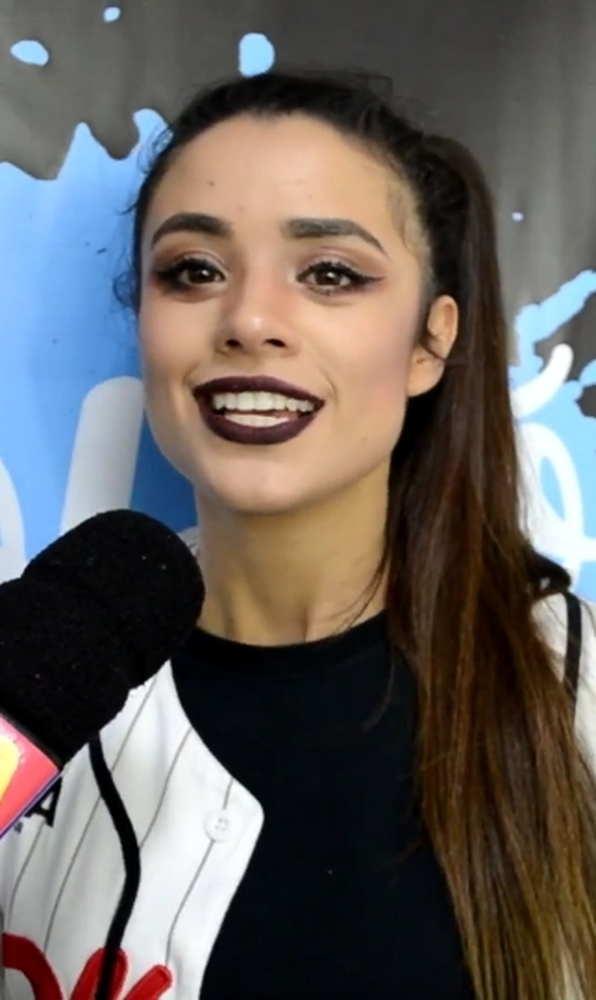
Isadora Pompeo em 2018.

A seguir é apresentada a lista das canções gravadas por Isadora Pompeo, uma cantora e compositora brasileira de música cristã contemporânea que gravou canções para um álbum de estúdio, um ao vivo, dois EPs e 37 singles. 

## Canções

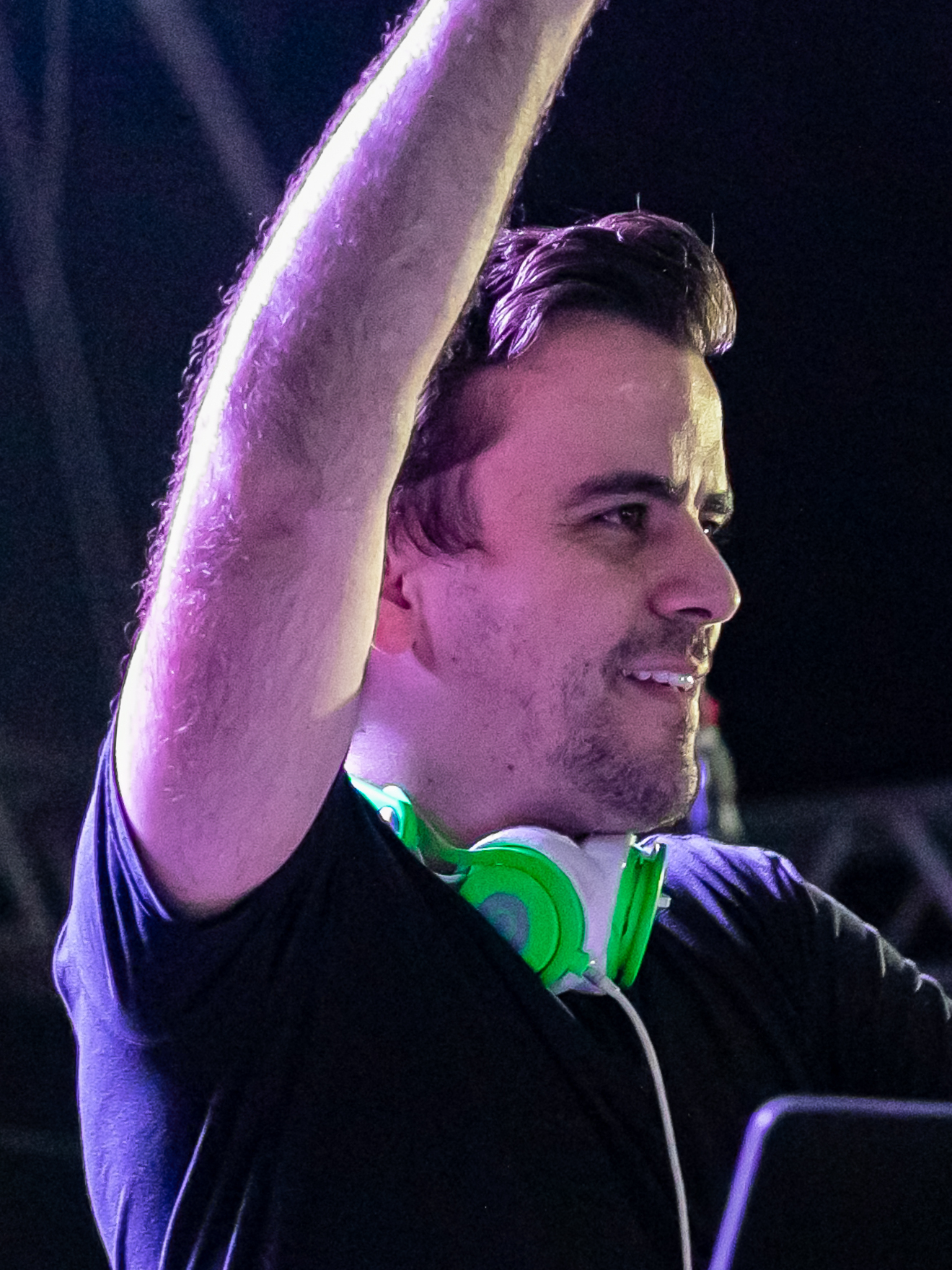
Isadora Pompeo e DJ PV (foto) colaboraram em "Seu Amor" e "Eu Tenho Você (Remix)".

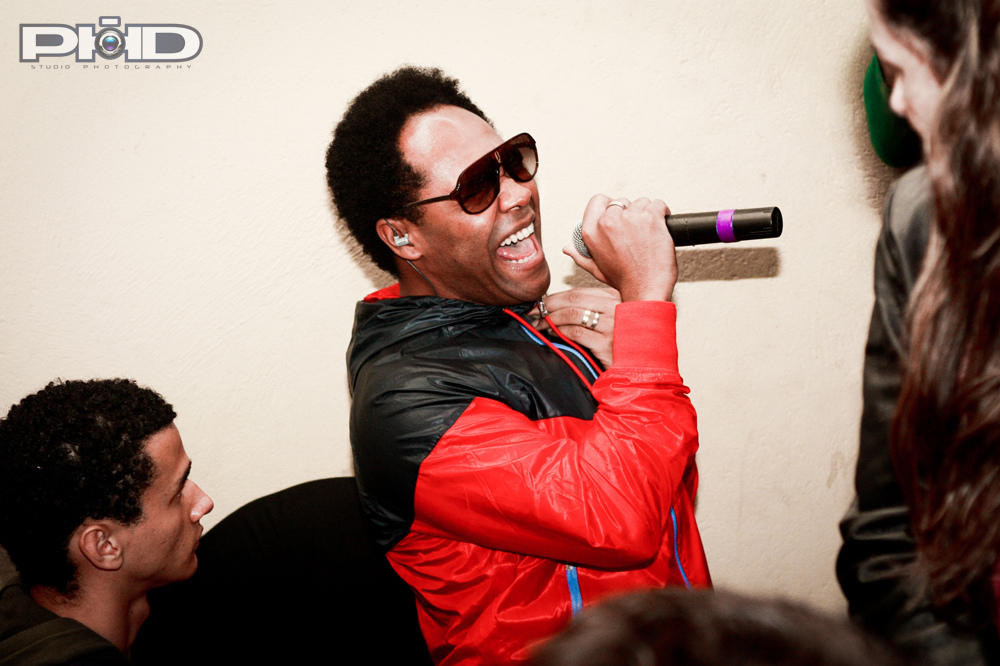
Isadora Pompeo e Thalles Roberto (foto) colaboraram em "Saudade".

| † | Denota lançamento como single             |
| ‡ | Denota lançamento como single promocional |
|   | Denota uma canção que não foi lançada     |

| Canção                                                                                                 | Compositor(es)                                                                                         | Álbum                                          | Ano        | Ref.          |
| --- | --- | ---------------------------------------------- | ---------- | ------------- |
| 10 Anos                                                                                                | Isadora Pompeo                                                                                         | Canção sem álbum                               | 2021       | [ 1 ]         |
| "A Casa é Sua" / "Labareda" (dueto de Isadora Pompeo e Julliany Souza)                                 | Léo Brandão Julliany Souza Felipe Rodrigues Helena Albarez Jeferson Rodrigo Costa de Araujo Ricardinho | Aurora                                         | 2022       | [ 2 ]         |
| "Alegria"                                                                                              | — | Tetelestai                                     | 2024       | [ 2 ]         |
| "Aliança"                                                                                              | Isadora Pompeo                                                                                         | Tetelestai                                     | 2024       | [ 2 ]         |
| "Assume a Responsa" (dueto de Isadora Pompeo e Julliany Souza)                                         | Isadora Pompeo Léo Brandão Julliany Souza                                                              | Aurora                                         | 2022       | [ 2 ]         |
| "Azeite"                                                                                               | Isadora Pompeo                                                                                         | Tetelestai                                     | 2024       | [ 2 ]         |
| "Bem Perto" (dueto de Isaias Saad e Isadora Pompeo)                                                    | Isaias Saad Hananiel Eduardo                                                                           | Canção sem álbum                               | 2019       | [ 3 ]         |
| "Bênçãos Que Não Tem Fim (Counting My Blessings)"                                                      | Jordan Sapp Jonathan Gamble Seph Schlueter                                                             | Canção sem álbum                               | 2023       | [ 4 ]         |
| "Bênçãos Que Não Tem Fim (Counting My Blessings) [Ao Vivo] "                                           | Jordan Sapp Jonathan Gamble Seph Schlueter                                                             | Tetelestai                                     | 2024       | [ 4 ]         |
| "Bênçãos Que Não Tem Fim/Counting My Blessings) [Ao Vivo] " (dueto de Isadora Pompeo e Seph Schlueter) | Jordan Sapp Jonathan Gamble Seph Schlueter                                                             | Tetelestai                                     | 2024       | [ 4 ]         |
| "Braços de Amor"                                                                                       | Isadora Pompeo                                                                                         | Canção sem álbum                               | 2019       | [ 5 ]         |
| "Canção de Paulo"                                                                                      | Isadora Pompeo                                                                                         | Tetelestai                                     | 2024       | [ 2 ]         |
| "Casinha Favorita" (dueto de Isadora Pompeo e Julliany Souza)                                          | Isadora Pompeo Léo Brandão Julliany Souza                                                              | Aurora                                         | 2022       | [ 6 ]         |
| "Como Nunca Antes"                                                                                     | Isadora Pompeo                                                                                         | Canção sem álbum                               | 2018       | [ 7 ]         |
| "Confio em Ti" (dueto de Thaiane Seghetto e Isadora Pompeo)                                            | Thaiane Seghetto                                                                                       | Canção sem álbum                               | 2022       | [ 8 ]         |
| "Cruz em Ti"                                                                                           | Isadora Pompeo                                                                                         | Tetelestai                                     | 2024       | [ 2 ]         |
| "Cuido dos Detalhes" (com André & Felipe)                                                              | Lilian Marinho                                                                                         | Canção sem álbum                               | 2022       | [ 9 ]         |
| "Desperta" (Unidade Cristã part. Netto, Isadora Pompeo e Pedro Siqueira)                               | Isadora Pompeo                                                                                         | Wake17 - EP                                    | 2018       | [ 10 ]        |
| "Deus Faz Além" (dueto de Bruna Olly e Isadora Pompeo)                                                 | Hananiel Eduardo                                                                                       | Canção sem álbum                               | 2021       | [ 11 ]        |
| "Deus Perfeito"                                                                                        | Hananiel Eduardo Isadora Pompeo                                                                        | Musile Sessions Pra Te Contar Os Meus Segredos | 2016 /2017 | [ 12 ] [ 13 ] |
| "Diante De Ti" (dueto de Isadora Pompeo e Julliany Souza)                                              | Emerson Pinheiro                                                                                       | Aurora                                         | 2022       | [ 2 ]         |
| "Dono dos Meus Dias" (dueto de Daniela Araújo e Isadora Pompeo)                                        | Daniela Araújo                                                                                         | Canção sem álbum                               | 2021       | [ 14 ]        |
| "Ela Brilha"                                                                                           | Isadora Pompeo                                                                                         | Canção sem álbum                               | 2022       | [ 15 ]        |
| "Em Teus Braços" (com 4Life)                                                                           | Laura Soguellis Silveira Leite                                                                         | Felicidade                                     | 2018       | [ 16 ]        |
| "Em Troca"                                                                                             | Isadora Pompeo                                                                                         | Processo                                       | 2020       | [ 17 ]        |
| "Espero Por Ti" (Gabriel Guedes de Almeida part. Isadora Pompeo)                                       | Ross Huskinson Scott MacLeod                                                                           | Canção sem álbum                               | 2017       | [ 18 ]        |
| "Eu Tenho Você" dueto de Marcelo Markes e Isadora Pompeo                                               | Elaine Menezes Helena Albernaz Léo Brandão                                                             | Eu Tenho Você - EP                             | 2022       | [ 19 ]        |
| "Eu Tenho Você" (Remix) DJ PV, Marcelo Markes e Isadora Pompeo                                         | Elaine Menezes Helena Albernaz Léo Brandão                                                             | Me Faz Viver                                   | 2022       | [ 20 ]        |
| "Eu Sei Que Vem"                                                                                       | Isadora Pompeo                                                                                         | Pra Te Contar Os Meus Segredos                 | 2017       | [ 13 ]        |
| "Guia-Me"                                                                                              | Isadora Pompeo                                                                                         | Musile Sessions Pra Te Contar Os Meus Segredos | 2016 2017  | [ 12 ] [ 13 ] |
| "Grito dos Apaixonados"                                                                                | Isadora Pompeo                                                                                         | Pra Te Contar Os Meus Segredos                 | 2017       | [ 13 ]        |
| "Hey, Pai" (dueto de Isadora Pompeo e Marcela Taís)                                                    | Isadora Pompeo                                                                                         | Pra Te Contar Os Meus Segredos                 | 2017       | [ 13 ]        |
| "História"                                                                                             | Isadora Pompeo                                                                                         | Processo                                       | 2020       | [ 17 ]        |
| "Intro"                                                                                                | Isadora Pompeo                                                                                         | Pra Te Contar Os Meus Segredos                 | 2017       | [ 13 ]        |
| "Máscaras" (part. João Figueiredo)                                                                     | Isadora Pompeo                                                                                         | Processo                                       | 2020       | [ 17 ]        |
| "Meu Filho"(dueto com Sued Silva e Stella Laura)                                                       | Isadora Pompeo Carol Tauber Sued Silva Stella Laura                                                    | Canção sem álbum                               | 2024       | [ 2 ]         |
| "Minha Alma Te Ama"                                                                                    | Isadora Pompeo                                                                                         | Tetelestai                                     | 2024       | [ 2 ]         |
| "Minha Morada"                                                                                         | Isadora Pompeo                                                                                         | Pra Te Contar Os Meus Segredos                 | 2017       | [ 13 ]        |
| "Nada Pode Calar um Adorador" (Remix) (dueto de Eyshila e Isadora Pompeo)                              | Eyshila                                                                                                | Tudo Volta ao Seu Lugar                        | 2020       | [ 21 ]        |
| "Não Há o Que Temer"                                                                                   | Isadora Pompeo                                                                                         | Canção sem álbum                               | 2022       | [ 22 ]        |
| "Nem Um Segundo" (dueto de Gabriel Pompeo e Isadora Pompeo)                                            | Gabriel Pompeo Isadora Pompeo                                                                          | Canção sem álbum                               | 2023       | [ 23 ]        |
| "Ninguém Explica Deus" (dueto de Luan Santana e Isadora Pompeo)                                        | Clovis Pinho                                                                                           | Canção sem álbum                               | 2021       | [ 24 ]        |
| "O Nome de Jesus"                                                                                      | Hananiel Eduardo                                                                                       | Musile Sessions Pra Te Contar Os Meus Segredos | 2017       | [ 12 ] [ 13 ] |
| "O Teu Amor"                                                                                           | Hananiel Eduardo Isadora Pompeo                                                                        | Musile Sessions Pra Te Contar Os Meus Segredos | 2017       | [ 12 ] [ 13 ] |
| "Oi, Jesus"                                                                                            | Isadora Pompeo                                                                                         | Musile Sessions Pra Te Contar Os Meus Segredos | 2017       | [ 12 ] [ 13 ] |
| "Ovelhinha"                                                                                            | Isadora Pompeo                                                                                         | Tetelestai                                     | 2024       | [ 2 ]         |
| "Preciso Entender"                                                                                     | Isadora Pompeo                                                                                         | Pra Te Contar Os Meus Segredos                 | 2017       | [ 13 ]        |
| "Primeira Canção (Música dos Passarinhos)"                                                             | Isadora Pompeo                                                                                         | Canção sem álbum                               | 2021       | [ 25 ]        |
| "Processo"                                                                                             | Isadora Pompeo                                                                                         | Processo                                       | 2020       | [ 17 ]        |
| "Resultado"                                                                                            | Isadora Pompeo                                                                                         | Canção sem álbum                               | 2021       | [ 26 ]        |
| "Salmo 91" (dueto de Maizamôr e Isadora Pompeo)                                                        | Zeider Pires                                                                                           | Transforma-Me                                  | 2017       | [ 27 ]        |
| "Saudade" (dueto de Thalles Roberto e Isadora Pompeo)                                                  | Thiago Pereira                                                                                         | Deixa Vir - Vol II                             | 2023       | [ 4 ]         |
| "Se Eu Pudesse"                                                                                        | Isadora Pompeo                                                                                         | Tetelestai                                     | 2024       | [ 2 ]         |
| "Seja Forte"                                                                                           | Isadora Pompeo                                                                                         | Processo                                       | 2020       | [ 17 ]        |
| "Seu Amor" (DJ PV part. Isadora Pompeo e Eli Soares)                                                   | DJ PV Léo Brandão Tevão Lino                                                                           | Canção sem álbum                               | 2018       | [ 28 ]        |
| "Sua Paz"                                                                                              | Isadora Pompeo                                                                                         | Processo                                       | 2020       | [ 17 ]        |
| "Tetelestai" (part. Carol Tauber)                                                                      | Isadora Pompeo                                                                                         | Tetelestai                                     | 2024       | [ 29 ]        |
| "Toca em Mim de Novo"                                                                                  | Hananiel Eduardo Isadora Pompeo                                                                        | Musile Sessions Pra Te Contar Os Meus Segredos | 2016/2017  | [ 12 ] [ 13 ] |
| "Tranquilo"                                                                                            | Isadora Pompeo                                                                                         | Canção sem álbum                               | 2021       | [ 30 ]        |
| "Tudo Posso"                                                                                           | Isadora Pompeo                                                                                         | Tetelestai                                     | 2024       | [ 2 ]         |
| "Tu És Santo" (dueto de Julia Vitória e Isadora Pompeo)                                                | Julia Vitória                                                                                          | Canção sem álbum                               | 2019       | [ 31 ]        |
| "Tu És Tudo" (dueto de Isadora Pompeo e Julliany Souza, part. Léo Brandão)                             | Isadora Pompeo Léo Brandão Julliany Souza                                                              | Aurora                                         | 2022       | [ 2 ]         |
| "Tua Alegria" (dueto de Isadora Pompeo e Rebeca Carvalho)                                              | Isadora Pompeo Rebeca Carvalho                                                                         | Pra Te Contar Os Meus Segredos                 | 2017       | [ 13 ]        |
| "Vai Passar"                                                                                           | Isadora Pompeo                                                                                         | Canção sem álbum                               | 2021       | [ 32 ]        |
| "Você Não Cansa"                                                                                       | Isadora Pompeo                                                                                         | Processo                                       | 2020       | [ 17 ]        |
| "Vou Me Humilhar"                                                                                      | Isadora Pompeo                                                                                         | Canção sem álbum                               | 2022       | [ 33 ]        |